# Anthony Edwards (roer)
Anthony John Edwards (født 22. december 1972 i Ballarat) er en australsk tidligere letvægtsroer og tredobbelt olympisk medaljevinder.
Edwards begyndte sin seniorkarriere i den australske letvægtsdobbeltfirer, men kom i 1995 til at ro letvægtsdobbeltsculler sammen med Bruce Hick, der tidligere havde været verdensmester, og sammen vandt de VM-bronze i deres første sæson sammen.
Edwards deltog i sit første OL i 1996 i Atlanta, hvor han stillede op i letvægtsdobbeltsculleren sammen med Hick. Efter at have vundet deres indledende heat og blevet nummer to i semifinalen måtte de se guldet gå til Schweiz og sølvet til Nederland, mens de vandt bronze, blot 0,21 sekund fra andenpladsen. Det var første gang nogensinde letvægtsdobbeltsculleren var på det olympiske program.
I 1998 skifte Edwards til den australske letvægtsfirer, og med denne båd vandt han en ny VM-bronze. I 1999 blev det til VM-sølv for australierne i disciplinen, der i denne periode var domineret af den danske "guldfirer", der blev verdensmestre i både 1998 og 1999. Ved OL 2000 i Sydney vandt australierne med en besætning bestående af Simon Burgess, Darren Balmforth, Robert Richards og Edwards deres indledende heat og semifinalen i letvægtsfireren. Her var danskerne ikke så overlegne; de måtte blandt andet gennem opsamlingsheatet, inden de også var klar til finalen. Frankrig snød imidlertid begge disse nationer og vandt guld, mens Australien vandt sølv, 0,41 sekund efter, mens Danmark måtte nøjes med bronze, et pænt stykke længere nede.
Efter OL i 2000 prøvede Edwards sig frem i andre bådtyper og blev blandt andet nummer fem ved VM i 2002 i letvægtssinglesculler. I OL-året 2004 var han dog tilbage i letvægtsfireren og deltog i denne båd ved legene i Athen. I de indledende heat satte alle vinderne på skift olympisk rekord: Canada, Danmark og Australien, og i semifinalen blev australierne nummer to efter Italien. I finalen måtte australierne endnu engang se sig besejret af danskerne, der vandt med en margen på over et sekund, mens australierne fik oprejsning fra semifinalen og sikrede sig sølvet næsten et sekund foran Italien. Den australske båds besætning bestod af Glen Loftus, Ben Cureton, Simon Burgess og Anthony Edwards.
Efter et par års pause fra international roning var Edwards tilbage i letvægtsfireren i 2007, hvor det efter et par udskiftninger i besætningen gav sejr i B-finalen ved VM. Ved OL 2008 i Beijing måtte australierne tage til takke med en niendeplads, mens de ved VM 2010 vandt sølv, som de forbedrede med en VM-guld det følgende år. Ved OL 2012 i London var australierne derfor blandt favoritterne, men endte lige uden for medaljepladserne med en fjerdeplads. Edwards indstillede sin internationale karriere efter sit femte OL.

## OL-medaljer
- 2000:  Sølv i letvægtsfirer
- 2004:  Sølv i letvægtsfirer
- 1996:  Bronze i letvægtsdobbeltsculler